# Санта Мустіола
Санта Мустіола — одне із сіл у центрі Сан-Марино. Відноситься до муніципалітету Сан-Марино. Назва походить від імені католицького святого, Мустіоли, двоюрідного брата римського імператора Клавдія II.

## Географія
Село розташоване на схилі гори Монте-Титано і за декілька кілометрів на захід від міста Сан-Марино.

## Спорт
Із 1968 по 1987 рік у Санта Мустіола був місцевий футбольний клуб «Аврора».
| Сан-Марино | Це незавершена стаття з географії Сан-Марино. Ви можете допомогти проєкту, виправивши або дописавши її. |